# هالة جيزة
هالة جيزة (17 سبتمبر 1989 -) هي عداءة سريعة ليبية.

## حياتها ونشاتها
ولدت في طرابلس 17 سبتمبر 1989، وهي عدائة ليبية شاركت في أولمبياد لندن 2012 ونافست في سباق المائة متر، وكانت هالة المرأة الوحيدة الممثلة لليبيا في اولمبياد لندن صيف 2012.
عندما كانت طفلة، شجعها والدها الهاوي لكرة القدم كي تصبح رياضية. توقفت هالة عن تمارينها الرياضية بعد عزل الديكتاتور الليبي معمر القذافي، هذا التغير السياسي قطع التواصل بين الاتحاد الوطني الليبي للرياضة ولجنة الاولمبياد من حيث التمويل. بجانب كونها عدائة، درست هالة العلوم أيضًا.

## الحياة الوظيفية
شاركت هالة في منافسة وحيدة عام 2012 قبل مشاركتها في الاولمبياد، مشاركتها في البطولة الرياضية الأفريقية التي تعقد كل عامين لم تكن كافية لتأهيلها إلى دورة الألعاب الاولمبية. كانت هي المرأة الليبية الوحيدة التي تنافس في اولمبياد صيف 2012، وواحدة من ضمن 4 ليبين مشاركين في البطولة. تشجع اللجنة الدولية للاولمبياد على المشاركة من دول عديدة، لذا ارسلت ليبيا أحد رياضييها وتم اختيار هالة جيزة. في الثالث من أغسطس 2012، قطعت هالة تصفيات المائة متر خلال 13.24 ثانية، مُحتلة المركز الثالث وعشرون من ثلاثة وثلاثون مشارك، الشئ الذي لا يؤهلها إلى الدور الأول. الرقم القياسي الشخصي لها في المنافسة كان 13.15 ثانية في سباق المائة متر، و27.32 ثانية في سباق المئتان متر. كلا الرقمان سُجلا في «بورتو نوفو» عاصمة بينبن في 27 و30 يونيو 2012.

## وصلات خارجية
- هالة القزاح على موقع الاتحاد الدولي لألعاب القوى (الإنجليزية)
- هالة القزاح على موقع أوليمبيديا (الإنجليزية)